# Đường tỉnh 706
Đường tỉnh 706 hay tỉnh lộ 706, là một con đường huyết mạch tại thành phố Phan Thiết, tỉnh Bình Thuận.
Đường tỉnh 706 hay còn gọi là đường Nguyễn Thông (khi vào địa phận phường Phú Hài, Phan Thiết) và được đổi tên thành đường Nguyễn Đình Chiểu khi vào phường Hàm Tiến, Phan Thiết. Đường tỉnh 706 khởi đầu từ vòng xoay Km9 (hay còn gọi là bùng binh Hùng Vương), thuộc phường Phú Hài, thành phố Phan Thiết. Con đường đi qua rất nhiều địa danh, điển hình là tháp Po Sah Inư. Con đường dẫn đến vòng xoay Võ Nguyên Giáp & Nguyễn Thông giáp với đường tỉnh 706B. Con đường tiếp tục chạy về hướng Tây, hướng vào phường Hàm Tiến và được đổi tên thành đường Nguyễn Đình Chiểu, đi tiếp cho đến phường Mũi Né, vào phường Mũi Né đường lại tiếp tục được đổi tên thành đường Huỳnh Thúc Kháng. Nơi đây có rất nhiều hàng quán hải sản và rất nhiều khu du lịch nghỉ dưỡng, resort. Đường tỉnh 706 kết thúc tại vòng xoay Đồi Cát Bay, phường Mũi Né, Phan Thiết, giao với điểm cuối của đường tỉnh 706B và giáp với đường tỉnh 716.
Đường tỉnh 706 đi qua các phường Phú Hài, Hàm Tiến và Mũi Né (đều thuộc Phan Thiết).
Đường tỉnh 706 có chiều dài khoảng 21 km.